# Futbol'nyj Klub Torpedo Moskva 2016-2017
Questa voce raccoglie le informazioni riguardanti il Futbol'nyj Klub Torpedo Moskva nelle competizioni ufficiali della stagione 2016-2017.

## Stagione
La squadra concluse al terzo posto il proprio girone di PPF Ligi.

## Rosa
| N. |                   | Ruolo | Calciatore          |
| -- | ----------------- | ----- | ------------------- |
| 2  | Russia (bandiera) | A     | Sergey Chernyshov   |
| 3  | Russia (bandiera) | D     | Nikita Klimov       |
| 4  | Russia (bandiera) | D     | Yuriy Nedashkovskiy |
| 6  | Russia (bandiera) | D     | Sergej Šustikov     |
| 7  | Russia (bandiera) | C     | Ruslan Zaerko       |
| 8  | Russia (bandiera) | D     | Aleksandr Zakuskin  |
| 10 | Russia (bandiera) | C     | Konstantin Kertanov |
| 11 | Russia (bandiera) | C     | Roman Kosyanchuk    |
| 12 | Russia (bandiera) | A     | Merabi Uridia       |
| 14 | Russia (bandiera) | A     | Igor Boyarov        |

| N. |                        | Ruolo | Calciatore        |
| -- | ---------------------- | ----- | ----------------- |
| 15 | Russia (bandiera)      | A     | Maksim Seregin    |
| 17 | Russia (bandiera)      | C     | Filipp Dvoretskov |
| 18 | Azerbaigian (bandiera) | C     | Ragim Sadykhov    |
| 20 | Russia (bandiera)      | A     | Azamat Gonezhukov |
| 22 | Russia (bandiera)      | P     | Petr Ustinov      |
| 24 | Russia (bandiera)      | C     | Mikhail Kanaev    |
| 32 | Russia (bandiera)      | C     | Ivan Melnikov     |
| 44 | Russia (bandiera)      | D     | Maksim Shorkin    |
| 77 | Russia (bandiera)      | C     | Dmitrij Sokolov   |
| 88 | Russia (bandiera)      | P     | Vitali Kharchenko |

## Risultati

### Campionato
| Arbitro: | Pavel Shadykhanov |

|                                           |           |                       |
| Dmitrij Sokolov 55’ Ragim Sadykhov 90'+3’ | Marcatori | 83’ Nikolay Prudnikov |

| Arbitro: | Evgeni Kukulyak |

|                                             |           |                        |
| Azamat Gonezhukov 71’ Azamat Gonezhukov 81’ | Marcatori | 47’ Andrey Chasovskikh |

| Arbitro: | Maksim Nasedin |

|                                                  |           |                    |
| Georgiy Zhuravlev 50’ Dmitrij Sokolov 78’ (aut.) | Marcatori | 66’ Maksim Seregin |

| Arbitro: | Aleksey Kuznetsov |

|  |           |                                      |
|  | Marcatori | 24’ Ragim Sadykhov 49’ Ruslan Zaerko |

| Arbitro: | Gennadi Anoshin |

|                    |           |                      |
| Mikhail Kanaev 87’ | Marcatori | 32’ Aleksandr Petrov |

| Arbitro: | Vladislav Rybakov |

|                            |           |                      |
| Evgeniy Alferov 57’ (rig.) | Marcatori | 6’ Filipp Dvoretskov |

| Salyut 10 settembre 2016, ore 14:00 8ª giornata | Energomaš    | 0 – 0 referto | Torpedo Mosca | Stadio Saljut (4.000 spett.)\| Arbitro: \| Oleg Sokolov \| |
| Arbitro:                                        | Oleg Sokolov |               |               |                                                            |

| Arbitro: | German Kravchenko |

|                   |           |                               |
| Ivan Melnikov 61’ | Marcatori | 50’ Yan Shanin 59’ Yan Shanin |

| Arbitro: | Evgeni Kukulyak |

|  |           |                         |
|  | Marcatori | 33’ Yuriy Nedashkovskiy |

| Arbitro: | Ivan Saraev |

|                     |           |                       |
| Dmitrij Sokolov 43’ | Marcatori | 10’ Dmitriy Avramenko |

| Arbitro: | Yan Bobrovskiy |

|                           |           |                                         |
| Maksim Shorkin 12’ (aut.) | Marcatori | 22’ Ruslan Zaerko 38’ Azamat Gonezhukov |

| Arbitro: | Oleg Koretskiy |

|                            |           |                             |
| Dmitrij Sokolov 85’ (rig.) | Marcatori | 33’ (rig.) Andrey Miroshkin |

| Arbitro: | Gennadi Anoshin |

|                    |           |                                                                     |
| Igor Cheminava 40’ | Marcatori | 9’ Azamat Gonezhukov 18’ Filipp Dvoretskov 90'+1’ Filipp Dvoretskov |

| Arbitro: | Evgeni Mamoyko |

|                       |           |                      |
| Ragim Sadykhov 90'+1’ | Marcatori | 81’ Vladislav Mishin |

| Arbitro: | Maksim Chernetsov |

|                    |           |  |
| Ragim Sadykhov 75’ | Marcatori |  |

| Arbitro: | Ilya Parfentjev |

|                                                                                  |           |  |
| Merabi Uridia 18’ Filipp Dvoretskov 45’ Azamat Gonezhukov 50’ Artur Minosyan 78’ | Marcatori |  |

| Orël 30 aprile 2017, ore 12:00 18ª giornata | Orël | 0 – 3 referto | Torpedo Mosca | Stadio Centrale\| Arbitro: \| [[]] \| |
| Arbitro:                                    | [[]] |               |               |                                       |

| Arbitro: | Mikhail Nebogatikov |

|                                          |           |                       |
| Dmitriy Baranov 60’ Aleksandr Petrov 85’ | Marcatori | 78’ Sergey Chernyshov |

| Arbitro: | Aleksey Kuznetsov |

|                    |           |                      |
| Oleg Shelyutov 87’ | Marcatori | 9’ Sergey Chernyshov |

| Arbitro: | Stanislav Isaev |

|                                                                            |           |  |
| Sergey Chernyshov 41’ Dmitrij Sokolov 72’ (rig.) Nikita Sorokin 90’ (aut.) | Marcatori |  |

| Arbitro: | Vasili Tikhonov |

|                      |           |                       |
| Aleksey Sergulev 21’ | Marcatori | 40’ Sergey Chernyshov |

| Arbitro: | Kirill Silantjev |

|                                          |           |  |
| Mikhail Kanaev 31’ Sergey Chernyshov 64’ | Marcatori |  |

| Arbitro: | Sergey Cheban |

|                 |           |  |
| Roman Ezhov 64’ | Marcatori |  |

| Arbitro: | Gennadi Anoshin |

|                   |           |                    |
| Merabi Uridia 67’ | Marcatori | 31’ Artur Gazdanov |

### Coppa di Russia
| Arbitro: | Ivan Sidenkov |

|  |           |                      |
|  | Marcatori | 77’ Sergey Shustikov |

| Arbitro: | Maksim Perezva |

|                                          |                      |                                                    |
| Filipp Dvoretskov 6’ Maksim Seregin 116’ | Marcatori            | 82’ Vladislav Meshcheryakov 101’ Georgiy Zhuravlev |
|                                          | Tiri di rigore 2 – 2 |                                                    |

| Arbitro: | Oleg Evstigneev |

|                                             |           |  |
| Azamat Gonezhukov 73’ Azamat Gonezhukov 90’ | Marcatori |  |

| Arbitro: | Artem Lyubimov |

|                       |           |                                  |
| Filipp Dvoretskov 38’ | Marcatori | 5’ Ivan Lukjanov 58’ Ilya Petrov |